# ونت‌ورت، یورک‌شر جنوبی
ونت‌ورت (به انگلیسی: Wentworth) یک روستا و محله مدنی در بریتانیا است که در کلان‌شهر مستقل راترهام واقع شده‌است. ونت‌ورت ۱٬۴۷۸ نفر جمعیت دارد.